# Offenseebach
Der Offenseebach ist der Abfluss des Offensees in Oberösterreich. Der Bach entspringt im Toten Gebirge im Gemeindegebiet von Ebensee am Traunsee. Er fließt vom Offensee nach Westen und vereinigt sich nach rund 6,6 km bei Dielleiten mit dem von links kommenden Gimbach zum Frauenweißenbach, der nach weiteren 3 km in die Traun mündet. Der Bach hat einen weitgehend natürlichen Flusslauf im Wald und weist nur einige Sohlstufen auf. Im unteren Abschnitt befindet sich eine Schlucht. Bei der Mündung befindet sich das Kraftwerk Offensee 1.